# Liste des œuvres de César Franck

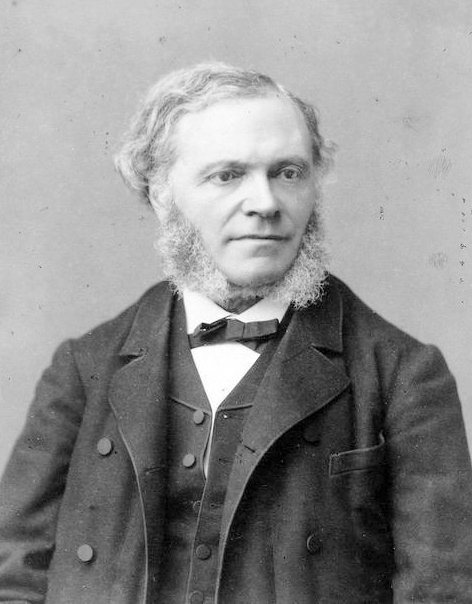
César Franck

Voici la liste des œuvres de César Franck, qui suit la numérotation du catalogue de Wilhelm Mohr (FWV = Franck Werke Verzeichnis) publié en 1969. Par ailleurs, la numérotation établie par Joël-Marie Fauquet en 1999 (CFF = César Franck Fauquet) détaille pratiquement toutes les œuvres, dont celles non recensées par le catalogue FWV.

## Orgue et harmonium

### Orgue
- Offertoire en mi b majeur (FWV 24/2 / CFF 36b, CFF 36a pour la version pour harmonium)
- Pièce pour orgue en mi b majeur (1846, CFF 49)
- 3 pièces pour orgue :
  - en mi b majeur (1854, CFF 50)
  - en la majeur (1854, CFF 51)
  - Prière (v. 1854, CFF 52)
- Andantino en sol mineur (1858, FWV 25 / CFF 54)
- Offertoire en fa mineur (sortie) (v. 1858, FWV 24/1 / CFF 55)
- Grand Chœur (Noël), en do majeur (1858, FWV 24/24 / CFF 56)
- Offertoire pour la Messe de Minuit, en ré mineur (1859, FWV 24/25 / CFF 57)
- Magnificat en ré majeur (CFF 58)
- Grand chœur, en ré majeur (v. 1858, FWV 24/4 / CFF 59)
- Andantino, en ré majeur (v. 1858, FWV 24/5 / CFF 60)
- Quasi marcia (marche), en ré mineur (v. 1858, FWV 24/6 / CFF 61)
- Allegretto, en ré majeur (v. 1858, FWV 24/7 / CFF 62)
- Grand chœur, en ré majeur (CFF 63)
- Amen, en ré majeur (v. 1858, FWV 24/8 / CFF 64)
- Gloria Patri, en ré majeur (CFF 65)
- Andantino, en ré majeur (CFF 68)
- Allegretto, en ré mineur (CFF 69)
- Allegretto non troppo, en ré majeur (v. 1858, FWV 24/12 / CFF 70)
- Magnificat en mi b majeur (CFF 71)
- Magnificat en mi b majeur (CFF 72)
- Grand chœur (moderato), en mi b majeur (v. 1858, FWV 24/13 / CFF 73)
- Moderato (moderato con moto), en mi b majeur (v. 1858, FWV 24/14 / CFF 74)
- Andantino, en mi b majeur (v. 1858, FWV 24/15 / CFF 75)
- Allegretto, en mi b majeur (CFF 76)
- Gloria patri, en mi b majeur (CFF 77)
- Gloria patri, en mi b majeur (CFF 78)
- Amen, en mi b majeur (CFF 79)
- Gloria patri, en mi b majeur (CFF 80)
- Prélude pour l'Ave Maris Stella, en ré mineur (v. 1858, FWV 24/16 / CFF 81)
- Prélude pour l'Ave Maris Stella, en ré majeur (v. 1858, FWV 24/17 / CFF 82)
- Prélude pour l'Ave Maris Stella, en ré mineur (v. 1858, FWV 24/18 / CFF 83)
- Benedicamus, en do majeur (CFF 84)
- Lento, en ré mineur (v. 1858, FWV 24/19 / CFF 85)
- Andantino, en la b majeur (v. 1858, FWV 24/20 / CFF 86)
- Kyrie de la Messe de Noël (Grand chœur), en do mineur (v. 1858, FWV 24/21 / CFF 87)
- Moderato (Noël), en do mineur (v. 1858, FWV 24/22 / CFF 88)
- Moderato, en do mineur (v. 1858, FWV 24/23)
- Grand chœur, en do mineur (CFF 90)
- Trois Antiennes (1859)
  - Quasi lento, en fa majeur (FWV 24/10 / CFF 66)
  - Allegretto, en do mineur (FWV 24/11 / CFF 67)
  - Prélude pour l'Ave Maris Stella, en ré majeur (FWV 24/17 / CFF 82)
- Trois Antiennes (1859, FWV 27 / CFF 91)
  - Quasi lento, en fa majeur
  - Allegretto, en do mineur
  - Lent, en ré majeur
- Offertoire (pièce symphonique), en sol mineur (1859, FWV 24/26 / CFF 92)
- Élévation, en la majeur (1859, FWV 24/3 / CFF 93)
- Sortie (Venez, divin Messie), en ré majeur (v. 1859, FWV 24/27 / CFF 94)
- Offertoire (Sortie), en si majeur (1860, FWV 24/30 / CFF 95)
- Offertoire (Grand chœur), en fa # mineur (1861, FWV 24/28 / CFF 96a)
- Allegro moderato (Sortie), en ré b majeur (1863, FWV 24/29 / CFF 97)
- Six Pièces d'orgue (publiées 1868 et (rév.) 1880) :
  - Fantaisie, op. 16 (1860, FWV 28 / CFF 53)[1]
  - Grande Pièce Symphonique, op. 17 (1863, FWV 29 / CFF 98)
  - Prélude, Fugue et Variation, op. 18 (1862, FWV 30 / CFF 30b)[2]
  - Pastorale, op. 19 (1863, FWV 31 / CFF 99)
  - Prière, op. 20 (v. 1860, FWV 32 / CFF 100)
  - Final, op. 21 (1864, FWV 33 / CFF 101)
- Petit Offertoire (v. 1877, CFF 96b)
- Trois Pièces (publiées 1883) :
  - Fantaisie (1878, FWV 35 / CFF 102)
  - Cantabile (1878, FWV 36 / CFF 103)
  - Pièce Héroïque (1878, FWV 37 / CFF 104)
- Petit Offertoire (1889, CFF 38)
- Andante et Prière (1889, CFF 39bis)
- Trois Chorals (publiées 1892) :
  - Choral I (1890, FWV 38 / CFF 105)
  - Choral II (1890, FWV 39 / CFF 106)
  - Choral III (1890, FWV 40 / CFF 107)

### Harmonium
- Cinq pièces pour harmonium, op. 23 (1858, FWV 26/1-5 / CFF 32) :
  - Offertoire
  - Petit offertoire
  - Verset I
  - Verset II
  - Communion (voir aussi l'arrangement pour hautbois et piano)
- Offertoire en la majeur (v. 1858, FWV 24/9 / CFF 33)
- Offertoire sur un Noël breton, en la mineur (v. 1865, CFF 34)
- Quasi marcia, op. 22 (24), en fa # mineur (1862, FWV 34 / CFF 35)
- Offertoire en mi b majeur (CFF 36a, CFF 36b pour a version pour orgue)
- Entrée en mi majeur (v. 1875, CFF 37)
- Petit offertoire, en do mineur, (CFF 38)
- Pièce en do mineur (v. 1880, CFF 39)
- L'Organiste, collection de 63 courtes pièces, écrite pour l'harmonium, mais le plus souvent jouée à l'orgue :
  - L'Organiste I, sept pièces en do majeur et do mineur (1889-1890, FWV 41/1-7 / CFF 40) :
    - Poco allegretto
    - Andantino
    - Poco lento
    - Maestoso
    - Poco lento
    - Poco allegro - Amen, moderato
    - Offertoire, andantino

  - L'Organiste II, sept pièces en ré b majeur et do # mineur (1889-1890, FWV 41/8-14 / CFF 41) :
    - Andante
    - Andantino
    - Poco andantino
    - Poco Allegro
    - Lento
    - Andantino poco mosso - Amen, moderato
    - Andante

  - L'Organiste III, sept pièces en ré majeur et ré mineur (1889-1890, FWV 41/15-21 / CFF 42) :
    - Quasi allegro
    - Chant de la Creuse, très lent
    - Quasi andante
    - Vieux Noël, andantino
    - Maestoso
    - Vieux Noël, Maestoso
    - Sortie ou offertoire, allegro - Amen, moderato

  - L'Organiste IV, sept pièces en mi b majeur et mi b mineur (1889-1890, FWV 41/22-28 / CFF 43) :
    - Andantino poco allegretto
    - Quasi lento
    - Molto moderato
    - Allegretto
    - Poco allegro
    - Andantino - Amen, moderato
    - Offertoire ou Communion, andantino poco allegretto

  - L'Organiste V, sept pièces en mi majeur et mi mineur (1889-1890, FWV 41/29-35 / CFF 44) :
    - Andantino quasi allegretto
    - Moderato
    - Prière, quasi lento
    - Non troppo lento
    - Allegretto
    - Poco allegretto - Amen, moderato
    - Offertoire ou Communion, poco lento

  - L'Organiste VI, sept pièces en fa majeur et fa mineur (1889-1890, FWV 41/36-42 / CFF 45) :
    - Allegretto
    - Andantino
    - Lento
    - Allegretto
    - Allegretto
    - Poco lento - Amen, moderato
    - Sortie, molto moderato

  - L'Organiste VII, sept pièces en fa # mineur et sol b majeur (1889-1890, FWV 41/43-49 / CFF 46) :
    - Air béarnais, andantino
    - Chant béarnais, poco allegretto
    - Andantino
    - Poco lento
    - Poco allegro
    - Poco allegretto - Amen, moderato
    - Offertoire funèbre, poco lento

  - L'Organiste VIII, sept pièces en sol majeur et sol mineur (1889-1890, FWV 41/50-56 / CFF 47) :
    - Poco allegretto
    - Vieux Noël, poco lento
    - Noël angevin, allegretto
    - Quasi lento
    - Noël angevin, quasi allegro
    - Allegretto vivo - Amen, moderato
    - Sortie, allegro

  - L'Organiste IX, trois pièces en la b majeur (1889-1890, FWV 41/57-59 / CFF 48/1-3) :
    - Poco maestoso
    - Allegretto amabile
    - Andantino

  - L'Organiste IX, quatre pièces posthumes en sol # mineur et la b majeur (1889-1890, FWV 42 / CFF 48/4-7) :
    - Andantino
    - Lento
    - Andantino
    - Offertoire, poco maestoso

## Piano

### Piano solo
- Grand rondo, op. 3 (1834)
- Sonate pour piano n°1, op. 10, en ré majeur (1835-36, CFF 2)
- Grande fantaisie no 1, op. 12 (1836)
- Fantaisie no 2, op. 14, en ré majeur (1836, CFF 4)
- Deux mélodies, op. 15 (v. 1837, CFF 5)
- Grande fantaisie no 3, op. 19 (v. 1837, CFF 7)
- Sonate pour piano no 2, op. 18 (v. 1837)
- Églogue, op. 3 (1842, FWV 11 / CFF 10)
- Premier Grand Caprice, op. 5 (1843, FWV 13 / CFF 11)
- Souvenirs d'Aix-la-Chapelle, op. 7 (1843, FWV 14 / CFF 12)
- Ballade, op. 9, en si majeur (1844, CFF 13)
- Grande fantaisie no 1 sur des motifs de l'opéra « Gulistan » (Nicolas-Marie Dalayrac), op. 11 (1844, FWV 16 / CFF 14)
- Fantaisie no 2 sur l'air et le virelai « Le point du jour » de l'opéra « Gulistan », op. 12 (1844, FWV 17 / CFF 15)
- Fantaisie, op. 13 (1844, d'après d'Indy, perdue ou jamais composée)
- Fantaisie sur deux airs polonais, op. 15 (1845, FWV 18 / CFF 16)
- Trois petits rien, op. 16 (1845, CFF 17)
  - Duettino
  - Valse
  - Le songe
- Deux mélodies (à Félicité) (v. 1848, CFF 18)
- Polka, en si b majeur (1847, CFF 19 et version 4 mains CFF 29)
- Les plaintes d'une poupée (1865, FWV 20 / CFF 21)
- Morceau de lecture à vue, en mi b majeur (entre 1872 et 1890, CFF 22)
- Piano pièce, en la mineur (1876, CFF 23)
- Prélude, Choral et Fugue en si mineur (1884, FWV 21 / CFF 24)
- Danse lente (1885, FWV 22 / CFF 25)
- Prélude, Aria et Final (1887, FWV 23 / CFF 26)
- Prélude, Fugue et Variation en si mineur (Andantino), op. 18 - (FWV 30 / CFF 30a, CFF 30b pour la version orgue)

### Piano 4 mains
- Duo pour piano 4 mains no 1 sur « God save the King », op. 4 (1842, FWV 12)
- Duo pour piano 4 mains no 2 sur le quatuor « Lucile » de Grétry, op. 17 (1846, FWV 19)
- Polka pour 4 mains, en si b majeur (années 1850, CFF 29, arrangement de la version solo CFF 19)

## Musique de chambre

### Piano et hautbois
- Communion (extraite des cinq pièces pour harmonium op. 23), en sol majeur (FWV 26/5)

### Piano et violon
- Andantino Quietoso, en mi bémol mineur, op. 6 (1843, FWV 5 / CFF 115)
- Grand Duo pour piano et violon concertant, op. 14, en si bémol majeur, sur des thèmes de Gulistan de Dalayrac (1844, FWV 6 / CFF 117)
- Morceau de lecture, en ré majeur (1877, CFF 120)
- Mélancolie, en mi mineur (1890, CFF 122)
- Sonate pour violon et piano, en la majeur (1886, FWV 8 / CFF 123) (des extraits sonores sont disponibles sur Commons)

### Piano, violon et violoncelle
- Grand trio pour violon, violoncelle et piano, en do majeur (1834, CFF 108)
- Piano trio, op. 16 (perdu)
- Piano trio, op. 22 (perdu)
- Quatre trios avec piano (1840) :
  - Trio concertant, op. 1 no 1, en fa dièse mineur (FWV 1 / CFF 111)
  - Trio concertant, op. 1 no 2, en si b majeur, « Trio de salon » (FWV 2 / CFF 112)
  - Trio concertant, op. 1 no 3, en si mineur (FWV 3 / CFF 113)
  - Trio concertant, op. 2, en si mineur (FWV 4 / CFF 114)

### Piano et quatuor ou quintette à cordes
- Solo de piano avec accompagnement de quintette à cordes, op. 10, sur un thème de « Ruth » (1844, perdu, CFF 116)
- Quintette pour piano et cordes, en fa mineur (1878-1879, FWV 7 / CFF 121)

### Quatuor à cordes
- Quatuor à cordes en ré majeur (1889-1890, FWV 9 / CFF 124)

## Musique orchestrale

### Symphonies
- Symphonie en sol majeur, op. 13 (1836-1840, semble perdue, première le 16 février 1841 à la Société d'Orléans)
- Symphonie en ré mineur (1886-1888, FWV 48 / CFF 130)

### Poèmes symphoniques
- Ce qu'on entend sur la montagne (d'après Victor Hugo, 1845-1847, CFF 126)
- Les Éolides (d'après Leconte de Lisle, 1876, FWV 43 / CFF 127)
- Le Chasseur maudit (d'après Gottfried August Bürger, 1882, FWV 44 / CFF 128)
- Psyché (pour orchestre et chœur, 1886-1888, FWV 47 / CFF 129)
- Rédemption (pour narrateur, soprano, chœur de femmes et orchestre, 1872, rév. 1874, FWV 52 / CFF 184)

### Musique concertante (piano et orchestre)
- Variations brillantes sur un thème original, op. 4, en ré majeur (1834, CFF 131)
- Variations brillantes sur le « Le Pré au clercs » de Ferdinand Hérold, op. 5, en la majeur (1834, CFF 132)
- Variations brillants sur « Gustave III » de Daniel-François-Esprit Auber, op. 8, en do majeur (1835, CFF 133)
- Concerto pour piano et orchestre no 1, op. 2, en fa mineur (1834, perdu ou jamais composé)
- Grand concerto pour piano et orchestre no 2, op. 11, en si mineur (1836, CFF 135)
- Les Djinns, en fa # mineur (poème symphonique d'après Victor Hugo, 1884, FWV 45 / CFF 136)
- Variations symphoniques pour piano et orchestre (1885, FWV 46 / CFF 137)

## Musique vocale

### Messes
- O salutaris (extrait de la Messe solennelle, pour voix et orgue, laquelle est perdue), en si b majeur (1858, FWV 59 / CFF 202)
- Messe, en la majeur
  - Version originale, pour trois voix, chœur et orchestre (1860, FWV 59 / CFF 203)
  - Version finale, pour trois voix, harpe, contrebasse et orgue, dans laquelle est remplacé l'offertoire O Salutaris par l'aria Panis Angelicus (1872, FWV 59 / CFF 203b)

### Oratorios
Œuvres pour chanteurs solistes, chœur et orchestre :
- Ruth, églogue biblique (paroles d'Alexandre Guillemin, 1843-1846, FWV 51 / CFF 179)[3],[4]
- Les Béatitudes (1881, FWV 53 / CFF 185)
- Les Sept Paroles du Christ en croix (publication posthume, 1859, CFF 180)
- La Tour de Babel (1865, publication posthume, CFF 183)
- Rebecca (scène biblique, 1881, FWV 54 / CFF 187). Existe aussi pour chœur et piano.

### Opéras
- Stradella, opéra en trois actes sur des textes d'Émile Deschamps et Émilien Pacini), non orchestré (1841, CFF 229)
- Le Valet de ferme, opéra comique en trois actes sur des textes d'Alphonse Royer et Gustave Vaëz, non publié (1851-1853, CFF 230)
- Hulda, opéra en quatre actes et un épilogue sur des textes de Charles Grandmoujin d'après Bjørnstjerne Bjørnson (1882-1885, FWV 49 / CFF 231)
- Ghiselle (1889), drame lyrique en quatre actes (dont seul le premier a été orchestré par César Franck) sur des textes de Gilbert-Augustin Thierry (FWV 50 / CFF 232)

### Voix et piano
- Blond phébus, en fa mineur (v. 1835, CFF 138)
- Notre Dame des orages, cantate (texte du Comte de Pastoret, v. 1838, perdue, première dans le salon de piano d'Erard le 10 janvier 1839, mentionnée dans Le ménestrel du 13)
- L'émir de Bengador, en fa mineur (v. 1843, FWV 72 / CFF 139)
- Le sylphe, en sol mineur (1843, FWV 73 / CFF 140)
- Robin Gray, en la b majeur (v. 1843, FWV 74 / CFF 141)
- L'ange et l'enfant (1846, FWV 75 / CFF 142)
- Souvenance, en fa # mineur (1846, FWV 70 / CFF 143)
- Les trois exilés, chant national (1848, FWV 77 / CFF 146)
- Aimer, en la b majeur (1849, FWV 76 / CFF 147)
- Ninon, en la majeur (1851, FWV 71 / CFF 148)
- S'il est un charmant gazon (I), en mi b majeur (v. 1855, FWV 78 / CFF 149)
- S'il est un charmant gazon (II), en la b majeur (1857, FWV 78 / CFF 150)
- Passez, passez toujours, en sol mineur (v. 1860, FWV 82 / CFF 151)
- Roses et papillons (v. 1860, FWV 81 / CFF 152)
- Le mariage des roses, en si majeur (v. 1870, FWV 80 / CFF 153)
- Lied, en fa # mineur (v. 1873, FWV 83 / CFF 154)
- Le vase brisé, en do mineur (1879, FWV 84 / CFF 155)
- Nocturne, en fa # mineur (1885, FWV 85 / CFF 156)
- Pour les victimes, en mi mineur (1887, FWV 86)
- Les cloches du soir (1888, FWV 87 / CFF 157)
- Le philistin mordra la poussière (1875 / CFF 163)
- 6 duos pour voix égales (pour deux voix, 1888, FWV 89 / CFF 165-170)
  - L'ange gardien
  - Aux petits enfants
  - La Vierge à la crèche
  - Les danses de Lormont
  - Soleil
  - La chanson du vannier

### Chœur et piano
- Hymne (chœur d'hommes), en mi majeur (1888, FWV 91 / CFF 171)
- Premier sourire de mai (chœur de femmes) (1888, FWV 90 / CFF 172)
- Cantique de Moïse (cantate, 1860, publication posthume, CFF 182)

### Voix et orgue
- Sinite parvulos (v. 1850, CFF 198)
- O salutaris (deux voix, 1858, FWV 55 / CFF 207)
- Domine non secundum, offertoire pour un temps de pénitence, en si mineur (trois voix, 1871, FWV 66 / CFF 213)
- Ave Maria, en mineur (trois voix, 1863, FWV 62 / CFF 217)
- Veni creator, en mi b majeur (deux voix, 1872, FWV 68 / CFF 218)
- Hymnes (FWV 97)
  - Creator alme siderum
  - Sanctorum meritis
  - Iste confessor

### Voix, chœur et orgue
- Gratia super gratiam, motet (voix et chœur, v. 1850, CFF 192)
- Justus ut palma florebit (voix et chœur, v. 1850, CFF 194)
- Laudate pueri (chœur, v. 1850, CFF 200)
- Chant grégorien, restauré par le Père Lambilotte avec accompagnement d'orgue, op. 14 (1858, FWV 92 / CFF 201)
- Trois motets (1858)
  - O salutaris, en mi majeur (voix et chœur, FWV 56 / CFF 208/1)
  - Ave Maria, en sol mineur (deux voix, FWV 57 / CFF 208/2)
  - Tantum ergo, en ré majeur (voix et orgue ou chœur, FWV 58 / CFF 208/3)
- Le garde d'honneur, cantique au Sacré-Cœur (voix et chœur de femmes, 1859, FWV 60 / CFF 204)
- Litanies de la Sainte-Vierge (chœur et orgue)

### Voix et orchestre
Ces pièces existent aussi pour voix et piano.
- Paris, ode patriotique (1870, FWV 79 / CFF 158)
- Patria, ode patriotique, en ré majeur (1871, CFF 159)
- La procession, en mi majeur (1888, FWV 88 / CFF 160)

### Chœur et orchestre
- L'égalité, chant des travailleurs (1848, CFF 161)
- Hymne à la patrie (chœur d'hommes) (1848, CFF 162)
- Plainte des Israélites (cantate, v. 1865, publication posthume, CFF 181). Existe aussi pour voix, chœur et piano.
- Tunc obalti sunt (v. 1850, CFF 196)

### Autres compositions
- Cantique (pour chœur et cor, 1888, CFF 164)
- O salutaris, en ré majeur (pour chœur et basse continue, 1835, CFF 188)
- Ave Maria (CFF 189)
- Sub tuum (pour deux voix, 1849, CFF 190)
- O salutaris (CFF 191)
- Instruit par la voix du seigneur (v. 1850, CFF 193)
- O gloriosa, pour trois voix (v. 1850, CFF 195)
- Tendre Marie (v. 1858, CFF 197)
- Ô vous qu'elle a pris pour modèle (CFF 199)
- Salut jour vénéré (CFF 205)
- Panis Angelicus, op. 12, en la majeur (inclus dans la Messe à trois voix, 1872, FWV 61 / CFF 209)
- Trois offertoires (1871)
  - Domine Deus in simplicitate, pour les premiers dimanches du mois, op. 11/1, en la majeur (pour trois voix, contrebasse et orgue, 1871, FWV 64 / CFF 210)
  - Dextera Domini, pour le saint jour de Pâques, op. 11/2, en si b majeur (pour trois voix et orchestre, 1871, FWV 65 / CFF 211)
  - Quæ est ista, pour les fêtes de l'Assomption, de la Conception et du mois de Marie, op. 11/3, en la b majeur (pour voix, chœur et orchestre, 1871, FWV 63 / CFF 212)
- Quare fremuerunt gentes, offertoire pour la fête de Sainte-Clothilde, en fa mineur (pour trois voix, contrebasse et orgue, 1871, FWV 67 / CFF 215)
- Yimloch Adonaï (pour voix, harpe, cordes et orgue, entre 1875 et 1880, CFF 220)
- Psaume 150 : louez le Dieu, caché dans ses saints tabernacles, en ré majeur (pour chœur, orchestre et orgue, 1884, FWV 69 / CFF 221)
- Marlborough, pour chœur, orgue, piano, violoncelle, contre basse, et quatre hautbois et mirlitons (1869, CFF 248)

## Arrangements d'œuvres d'autres compositeurs

### Orgue
- Préludes et prières de Charles-Valentin Alkan (FWV 96 / CFF 234)
- Recueil de noëls français (v. 1865, CFF 245)
- Airs folkloriques de différents pays (v. 1860, CFF 250)

### Piano
- Quatre mélodies de Franz Schubert, op. 8 (1844, FWV 15 / CFF 247)
  - Die junge Nonne (La jeune religieuse), D.828
  - Die Forelle (La truite), D.550
  - Des Mädchens Klage (Les plaintes de la jeune fille), D.191
  - Das Zügenglöcklein (La cloche des agonisants), D.871
- Lénore, poème symphonique de Henri Duparc, arrangé pour piano 4 mains (v. 1875)

### Piano et harmonium
- Concerto pour piano no 1, op. 25, de Felix Mendelssohn, Andante et Finale (CFF 240)
- Concerto pour piano en ré mineur, KV 466, de WA Mozart (CFF 241)

### Chant
- 3 airs de François Danican Philidor :
  - Ernelide (v. 1880, FWV 93)
  - Tome Jones (v. 1880, FWV 94)
  - Le bûcheron (v. 1880, FWV 95)